# The Night (сингл)
The Night (рус. Ночь) — сингл группы Scooter, вышедший 26 мая в Германии и 23 июня 2003 года в Великобритании. Является вторым синглом с альбома The Stadium Techno Experience и 26-м вообще.

## Видеоклип
Клип на композицию был снят в неожиданном месте — в морге. По сюжету тело Эйч Пи Бакстера привозят в морг, где он «воскресает» и начинает петь. Джей Фрог и Рик Джордан в это время «оживляют» другие трупы. Охранник, услышав в лаборатории странные звуки, идёт туда, чтобы проверить. Увидев ожившие трупы, он в панике бежит к телефону, чтобы вызвать подмогу. Члены группы в это время не спеша проходят мимо ошарашенного охранника и покидают морг.
Клип был снят в двух версиях: нецензурированной и цензурированной. В нецензурированной версии у «оживлённых» трупов девушек (одна — та, которую вместе с парнем «оживляют» Фрог с Джорданом, вторая — та, которую «оживляет» Бакстер) груди обнажены, в цензурированной же версии почти все эти кадры заменены на альтернативные, в которых у девушек надето некое подобие простынок на манер маленьких лифчиков. Сцена, где трупы «оживают» в присутствии охранника, в цензурированной версии смонтирована так, что девушек почти не видно. Монтаж и хронометраж обеих версий различаются как порядком кадров так и наличием кадров, присутствующих в одной версии, но отсутствующих в другой.

## Заимствования семплов
- Вокал в «The Night» взят из песни «The Night» итальянской певицы Валери Дор. Мелодия с некоторыми изменениями позаимствована из трека «Magic Impuls» от Exposure. Драмлуп взят из композиции «Think (About It)» певицы Лин Коллинс. Звуковой эффект взят из трека «Discohopping» от Klubbheads.
- Мелодия в «Cordyline» с изменениями взята из трека «Insanity (Megara Vs Dj Lee Remix)» от группы 666.

## Список композиций

### Germany CD Maxi
| №  | Название                      | Длительность |
| -- | ----------------------------- | ------------ |
| 1. | «The Night (Radio Edit)»      | 3:24         |
| 2. | «The Night (Club Mix)»        | 5:52         |
| 3. | «The Night (Starsplash RMX)»  | 3:54         |
| 4. | «The Night (Langenhagen RMX)» | 6:02         |
| 5. | «Cordyline»                   | 3:46         |

### Germany CD Single
| №  | Название                 | Длительность |
| -- | ------------------------ | ------------ |
| 1. | «The Night (Radio Edit)» | 3:24         |
| 2. | «The Night (Extended)»   | 4:57         |

### UK CD Single
| №  | Название                   | Длительность |
| -- | -------------------------- | ------------ |
| 1. | «The Night (Radio Edit)»   | 3:24         |
| 2. | «The Night (LMC Mix)»      | 4:47         |
| 3. | «The Night (Almighty Mix)» | 7:10         |

## Позиции в чартах
| Чарты          | Позиция |
| -------------- | ------- |
| Израиль        | 7       |
| Венгрия        | 8       |
| Германия       | 10      |
| Австрия        | 12      |
| Швеция         | 14      |
| Финляндия      | 14      |
| Дания          | 15      |
| Великобритания | 16      |
| Нидерланды     | 26      |
| Ирландия       | 30      |
| Швейцария      | 34      |
| Бельгия        | 50      |
| Австралия      | 85      |